# エネルギー政策基本法
エネルギー政策基本法（エネルギーせいさくきほんほう、平成14年6月14日法律第71号）は、エネルギー政策の基本理念に関する日本の法律である。
2002年6月14日に公布・施行された。